# Jaligny-sur-Besbre
 Jaligny-sur-Besbre  es una población y comuna francesa, situada en la región de Auvernia, departamento de Allier, en el distrito de Vichy y cantón de Jaligny-sur-Besbre.

## Demografía
| 822 | 827 | 778 | 767 | 762 | 694 |
| Para los censos de 1962 a 1999 la población legal corresponde a la población sin duplicidades (Fuente: INSEE [Consultar]) |     |     |     |     |     |